# Xenoglossa angustior
Xenoglossa angustior là một loài Hymenoptera trong họ Apidae. Loài này được Cockerell mô tả khoa học năm 1899.